# Nawell Madani
Pour les articles homonymes, voir Madani.
Nawell Madani est une humoriste, scénariste, réalisatrice et animatrice de télévision belge, née le 25 octobre 1979,, à Watermael-Boitsfort (Région de Bruxelles-Capitale). Elle est révélée au public en 2012 grâce au Jamel Comedy Club.

## Biographie

### Enfance et famille
D'origine algérienne, Nawell Madani naît à Watermael-Boitsfort et grandit en Belgique dans la commune d'Anderlecht, à l'ouest de la région de Bruxelles-Capitale. À l'âge de deux ans, elle se brûle au troisième degré au cuir chevelu et doit ensuite subir les quolibets de ses camarades à l'école. Elle est, pendant une bonne partie de son enfance et de son adolescence, un garçon manqué, ce qui fournit par la suite la matière de plusieurs de ses sketches. Son père est chauffeur de taxi (désapprouvant un moment le départ de sa fille, lui en voulant de quitter le foyer familial) et sa mère est infirmière dans un hôpital.

### Débuts et formation
Elle s'installe à Paris à 21 ans avec pour ambition première de devenir chorégraphe et danseuse professionnelle. Elle connaît des difficultés financières, revient en Belgique, puis repart dans la capitale française. Elle fait plusieurs petits boulots : « dame pipi, physio, vendeuse de crêpes ». Après plusieurs tournées en tant que chorégraphe (elle apparaît dans le clip de DJ, de Diam's) puis elle abandonne cette carrière : « les directeurs artistiques nous demandaient surtout de nous mettre en bikini. Ils se foutaient de la danse », déclare-t-elle. Elle est un moment directrice artistique d'une boîte de nuit à Anvers. Elle découvre le théâtre et veut devenir actrice. Fin 2008, elle intègre alors le Studio Pygmalion où elle se forme pendant plusieurs mois. Elle suit également les cours de Damien Acoca, ceux du « Laboratoire de l'Acteur » dirigé par Hélène Zidi-Chéruy... Elle est ainsi repérée dans la petite salle Le Pranzo par le directeur artistique du Jamel Comedy Club qui l'invite à passer le casting pour intégrer l'équipe créée par Jamel Debbouze. Seule femme retenue pour intégrer la troupe, Nawell Madani fait en septembre 2011 ses débuts en tant qu'humoriste. Elle quitte le Jamel Comedy Club six mois plus tard : « je pensais intégrer une grande famille, j'ai découvert un monde plein d'ego et de compétition ». Elle reconnaît cependant que « ça a forgé mon caractère. J'ai appris le métier plus vite ».

### Carrière
Sur Télé Sud, elle anime l'émission Backstage où elle reçoit des artistes tels que Rick Ross, Shaggy, Wyclef Jean, Kery James, Nas ou Chris Brown. En 2011, elle présente l'émission Shake Ton Booty sur MTV aux côtés de Cut Killer. En septembre 2012, elle rejoint en tant que chroniqueuse l'équipe du Grand Journal qui cherche à se renouveler. Elle fonde ensuite en 2013 le collectif des Jam’Girls, émission télévisée qui réunit une nouvelle génération d'humoristes féminines, diffusée sur Chérie 25 et Comédie. Elle se lance dans son premier one-woman show en 2013 : C'est moi la plus belge, aux Feux de la rampe puis au palais des Glaces à Paris et fait la tournée des Zéniths en France, mais également le Trianon complet sur trois représentations, ainsi qu'une résidence d'un mois au théâtre Le Comédia à Paris et termine en beauté à l'Olympia. Elle y aborde des sujets tabous, comme la virginité chez la femme maghrébine ou encore l'homosexualité. En juillet 2014, elle participe au Canada au festival Juste pour rire de Montréal.
En 2015, elle est récompensée aux Globes de Cristal dans la catégorie Meilleur one-man-show.
Elle joue dans le film Alibi.com, sorti en salles le 15 février 2017, et quelques mois plus tard, le 29 novembre, sort son premier film comme réalisatrice, C'est tout pour moi, inspiré de son histoire personnelle et dans lequel elle tient le premier rôle aux côtés de François Berléand.
En 2023, sort une série en huit épisodes pour Netflix, un thriller, Jusqu'ici tout va bien, qu'elle a écrit, réalisé, produit, et où elle tient le premier rôle, celui d'une journaliste.

### Vie privée
Depuis 2007, elle est en couple avec Djebril Zonga, un ancien footballeur devenu mannequin et acteur. En septembre 2021, elle devient mère d’une fille.

## Filmographie

### Cinéma
- 2010 : African Gangster de Jean-Pascal Zadi
- 2012 : Ruptures, menaces nocturnes d'Ana Gironela : Leïla
- 2017 : Alibi.com de Philippe Lacheau : Cynthia Bellini
- 2017 : C'est tout pour moi de Nawell Madani et Ludovic Colbeau-Justin : Lila
- 2021 : 8 rue de l'Humanité de Dany Boon : Leïla
- 2023 : La Tête dans les étoiles d'Emmanuel Gilibert : Nathalie
- 2025 : Le Jardinier de David Charhon : Mia

### Téléfilms et séries télévisées
- 2013 : Le Bureau des affaires sexistes
- 2021 : L'Enfant de personne (téléfilm) d'Akim Isker : Myriam
- 2023 : Jusqu’ici tout va bien (série télévisée) d'elle-même : Fara

## Émissions de télévision
- 2008-2010 : Backstage sur Télésud : animatrice
- 2011 : Shake ton booty sur MTV avec Cut Killer : animatrice
- 2012 : Jamel Comedy Club (saison 5) sur Canal+ : humoriste
- 2012 : Le Grand Journal sur Canal+ : chroniqueuse
- 2020 : Rendez-vous en terre inconnue sur France 2 : participante
- 2024 : Élection de Miss France 2025 sur TF1 : jurée

## Spectacles
- 2011 : Jamel Comedy Club
- 2013 : Jam'Girl Comedy
- 2013 : Algé'rire
- 2014 : C'est moi la plus belge (One-woman show)
- 2015 : Algé'rire
- 2024 : Tout court